# Shkëlzen Gashi
Shkëlzen Gashi (født 15. juli 1988 i Zürich, Schweiz) er en schweizisk fodboldspiller med albanske rødder, der spiller for Colorado Rapids i Major League Soccer.

## Klubkarriere

### FC Zürich
I 2005 blev Gashi rykket op fra FC Zürichs U21 trup til klubbens senior reserve hold. Han fik sin debut for senior førsteholdet den 12. august 2008 i 77' minut erstattede Xavier Margairaz, i en ligakamp imod FC St. Gallen.
Den 29. januar 2008 blev han udlånt fra Zürich til FC Schaffhausen resten af sæsonen. Senere blev han i sommeren 2009 udlejet resten af sæsonen til AC Bellinzona.

### Neuchâtel Xamax
Den 1. januar 2010 skiftede Gashi til Neuchâtel Xamax.
Fra den 1. januar 2011 til den 1. december 2011 var han udlejet til FC Aarau.

### FC Aarau
Den 1. januar 2012 til den 1. juli 2012 spillede han i FC Aarau, hvor han nåede at spille 26 ligakampe, og scorede hele 17 ligamål.

### Grasshopper Club Zürich
Da hans kontrakt i juli 2012 udløb med FC Aarau, skrev han under på en 3-årig kontrakt med Grasshopper. Han spillede i alt 72 kampe for klubben, hvor han derudover blev noteret for 26 scoringer samt 12 assist.

### FC Basel
Den 28. juni 2014 skrev Gashi under på en kontrakt med rivalerne fra FC Basel. Han skiftede til klubben på en 4-årig aftale.